# NGC 6105
NGC 6105 este o galaxie lenticulară situată în constelația Coroana Boreală. A fost descoperită în 1 iulie 1880 de către Édouard Stephan⁠(d). Se află la o distanță de 128,82 de megaparseci de Pământ.